# Kaniska canace
Kaniska canace (Linnaeus, 1763), nota in inglese anche come Blue Admiral, è un lepidottero appartenente alla famiglia Nymphalidae, diffuso nell'Asia orientale e meridionale. È l'unico rappresentante del genere Kaniska Moore, [1899].

## Descrizione

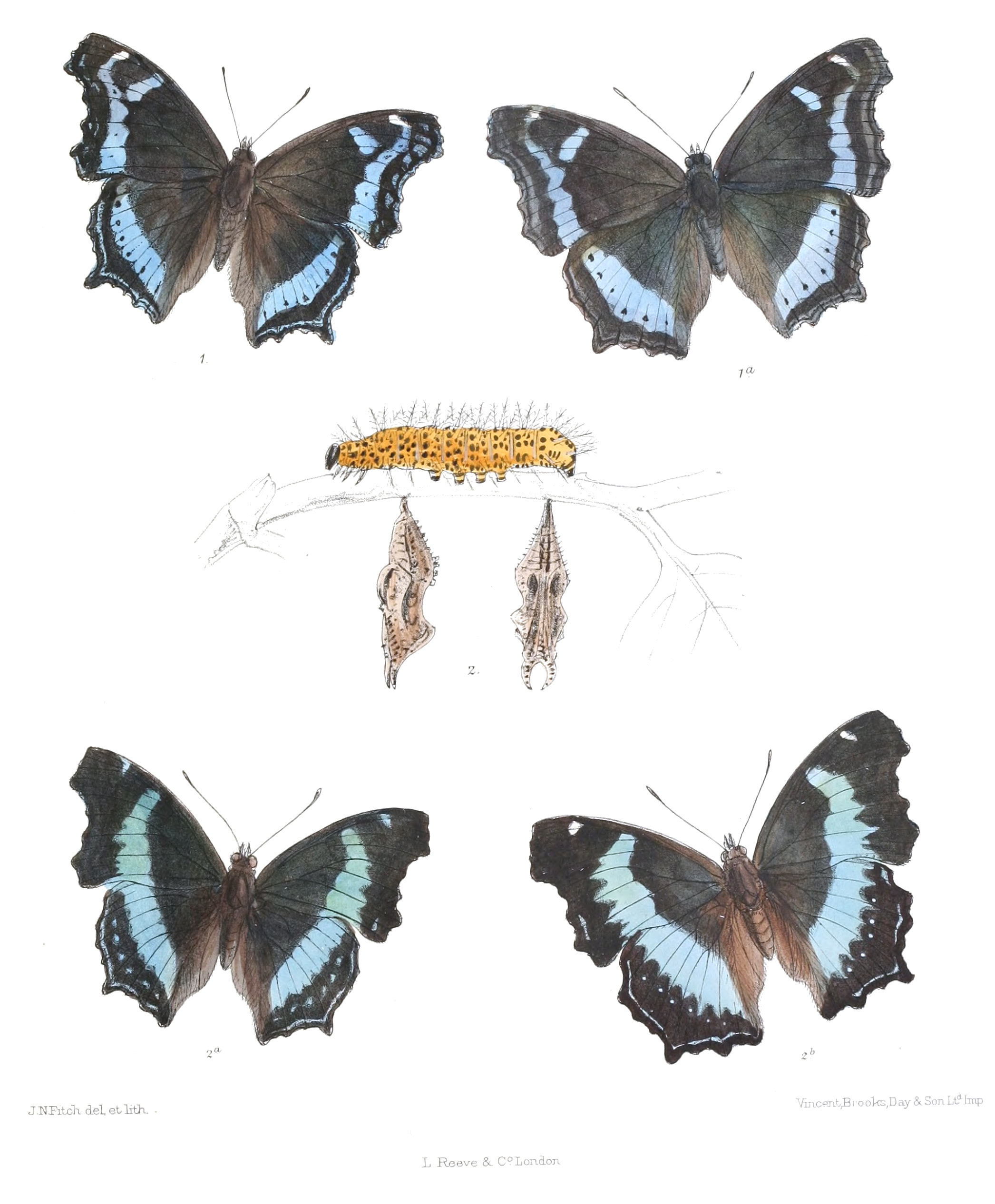

### Adulto
Gli adulti presentano tutti una pagina superiore delle ali di colore indaco-blu e nero ma è presente dimorfismo sessuale: i maschi presentano ali più grandi con un termen più marcato e due striature bianche sulla fascia subterminale, mentre le femmine hanno una decorazione azzurra più larga e interna all'ala stessa con un punto bianco nella zona pseudoapicale. In tutti gli esemplari, invece, la fascia terminale è di colore marrone scuro con striature più chiare simili alle foglie secche, che hanno funzione mimetica quando le ali sono chiuse.
Le antenne sono nere così come l'addome.

### Larva
Le larve si presentano con segmenti alternati arancio e bianco, con numerosi punti neri sui segmenti arancio e strisce nere sulla parte bianca. Le larve della specie haronica, invece, si presentano di colore rosso chiaro con punti bianchi con segmenti divisi di colore nero e viola con spine longitudinali di colore giallo.

## Distribuzione e habitat
La specie presenta un areale di tipo paleartico e orientale, comprendenso la Siberia meridionale, il Giappone occidentale, la Corea, Taiwan, le Filippine, e poi a sud fino all'India orientale, il Sikkim, lo Sri Lanka, la Thailandia, la Malaysia, Burma, Hong Kong e parte dell'Indonesia.

## Biologia

### Alimentazione

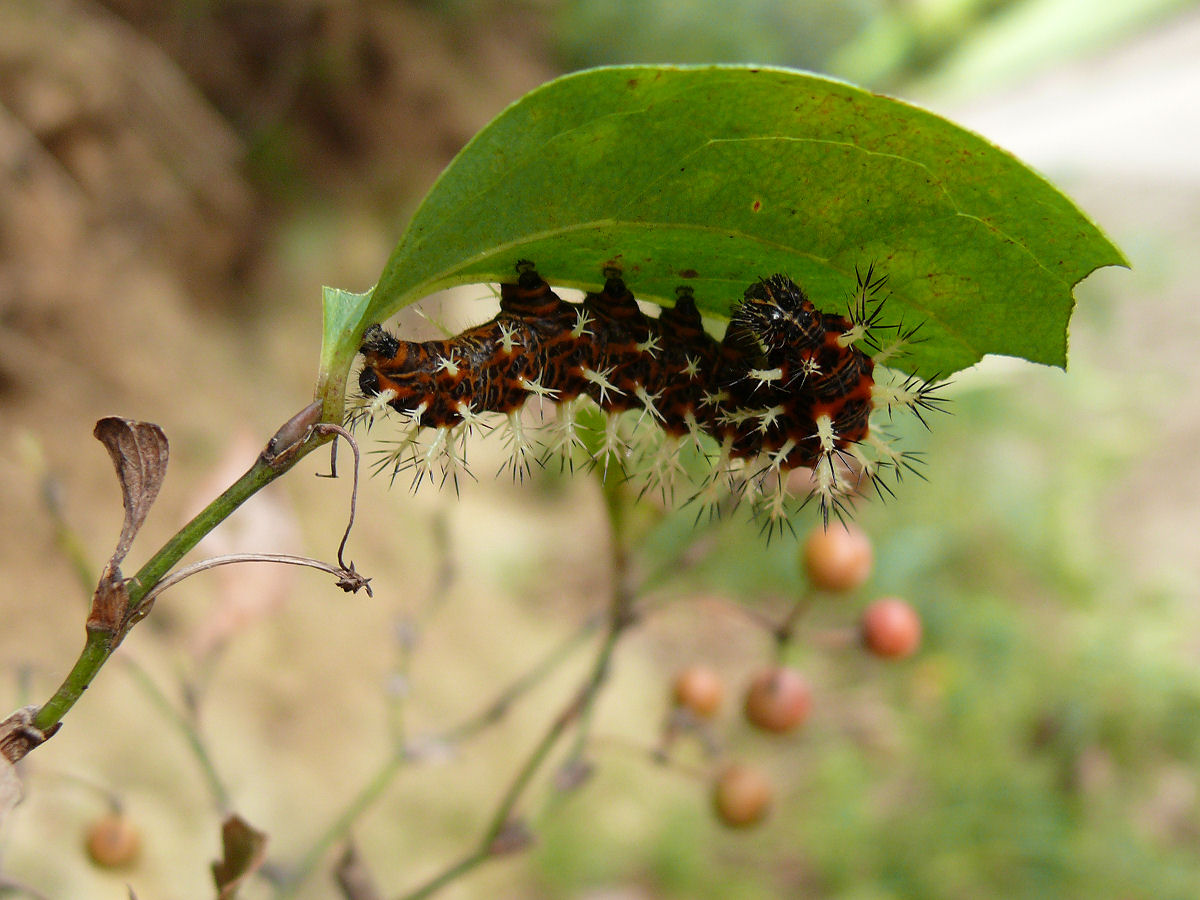
Larva della sottospecie nojaponicum sotto una foglia di Smilax china

Le larve soprattutto a spese di specie come:
- Heterosmilax japonica Kunth (Smilacaceae)
- Lilium lancifolum Thunb. (Liliaceae)
- Smilax china L. (Smilacaceae)
- Streptopus amplexifolius (L.) DC. (Liliaceae)
- Tricyrtis hirta (Thunb.) Hook. (Liliaceae)

## Tassonomia

### Sottospecie
Vengono riconosciute tredici sottospecie:
- Kaniska canace canace (Linnaeus, 1763) (Sikkim, India meridionale, Burma, Cina meridionale, Hong Kong)
- Kaniska canace battakana (de Nicéville, 1896) (Sumatra)
- Kaniska canace benguetana (Semper, 1888) (Luzon)
- Kaniska canace charonia (Drury, 1770)
- Kaniska canace charonides (Stichel, 1908) (Fiume Ussuri)
- Kaniska canace drilon (Fruhstorfer, 1912) (Taiwan)
- Kaniska canace haronica (Moore, 1879) (Sri Lanka)
- Kaniska canace ishima (Fruhstorfer, 1899) (Giappone)
- Kaniska canace javanica (Fruhstorfer, 1912) (Giava, ?Bali, ?Lombok)
- Kaniska canace maniliana (Fruhstorfer, 1912) (Borneo, ?Palau)
- Kaniska canace muscosa (Tsukada & Nishiyama, 1979) (Sulawesi)
- Kaniska canace nojaponicum (von Siebold, 1824) (Giappone)
- Kaniska canace perakana (Distant, 1886) (?Thailandia, Malaysia)

### Sinonimi
Sono stati riportati i seguenti sinonimi:
- Kaniska canace oplentia Tsukada, 1985 - Locus typicus: Filippine (sinonimo eterotipico)
- Kaniska canace oreas Tsukada, 1985 - Locus typicus: Filippine (sinonimo eterotipico)
- Nymphalis canace nom. nud.
- Papilio canace Linnaeus, 1763 - Amoenitates Acad., 6: 406 - Locus typicus: Cina orientale (sinonimo omotipico)
- Papilio kollina Meerburgh, 1775 - Locus typicus: n.d. (sinonimo eterotipico)
- Polygonia canace nom. nud.
- Vanessa canace f. mandarina Matsumura, 1939 - Bull. biogeogr. Soc. Japan 9 (20): 356 - Locus typicus: Monti Murei (sinonimo eterotipico)
- Vanessa canace siphnos Fruhstorfer, 1912 - in Seitz, Gross-Schmett. Erde 9: 527 - Locus typicus: Liu-Kiu, Filippine (sinonimo eterotipico)
- Vanessa glauconia Motschulsky, 1860 - Locus typicus: Giappone (sinonimo eterotipico)

## Galleria d'immagini

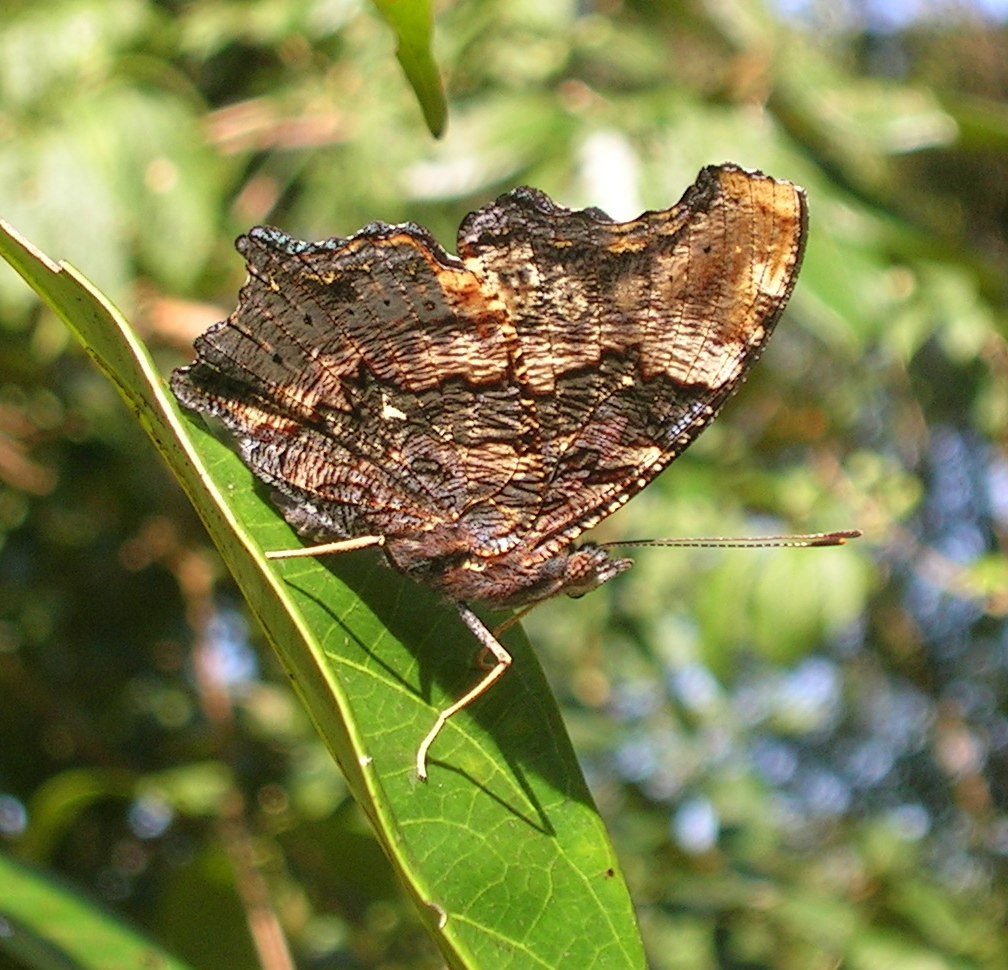
K. c. canace a Coorg, in India
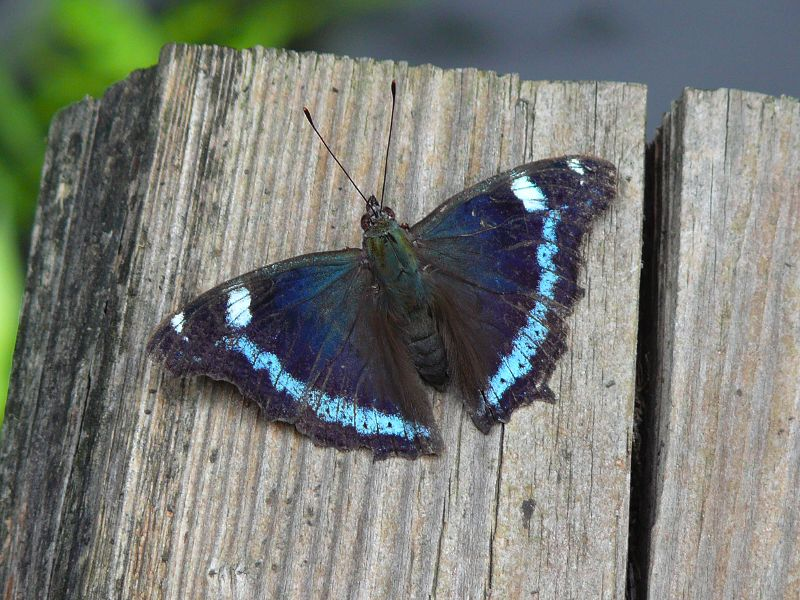
Pagina superiore delle ali di K. c. nojaponicum
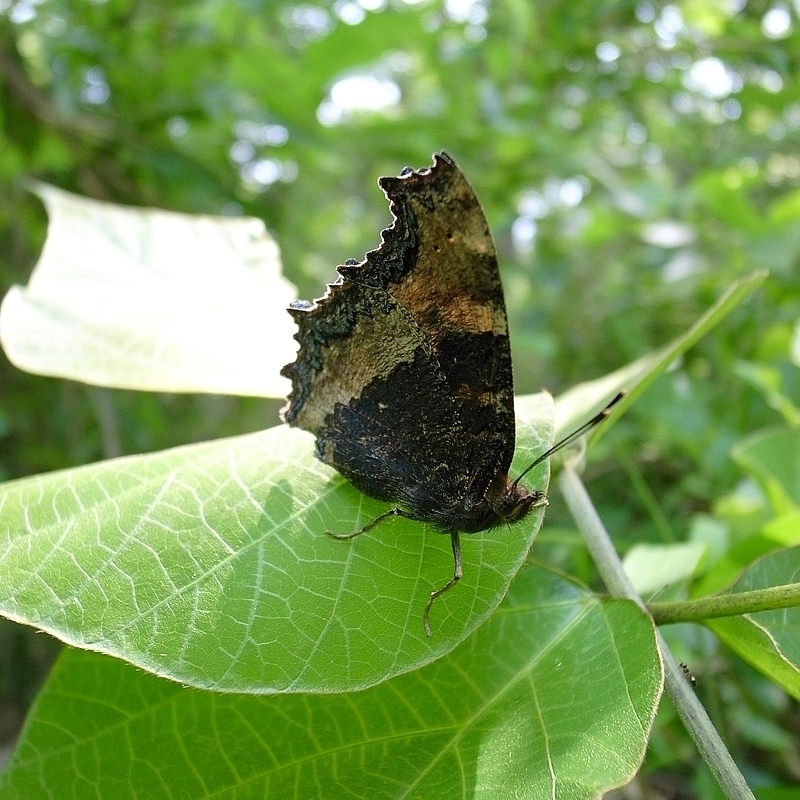
Pagina inferiore delle ali di K. c. nojaponicum
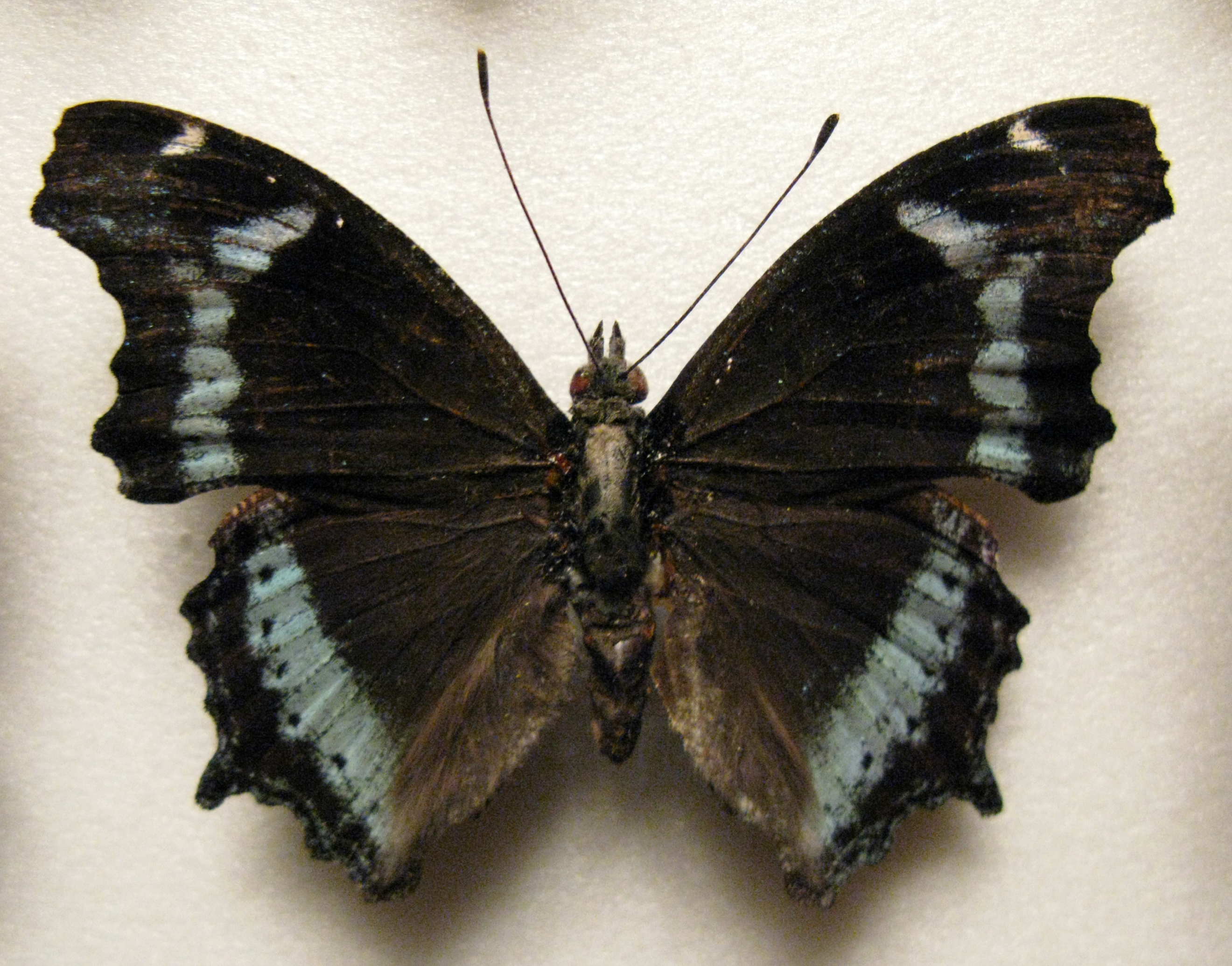